# U557 (潜水艦)
| 基本情報 | 基本情報                                                          |
| -------- | ----------------------------------------------------------------- |
| 建造所   | ブローム・ウント・フォス                                          |
| 運用者   | ドイツ国防軍海軍                                                  |
| 艦種     | 潜水艦                                                            |
| 級名     | UボートVIIC型                                                     |
| 艦歴     |                                                                   |
| 就役     | 1941年2月13日                                                     |
| 最期     | 1941年12月16日戦没                                                |
| 性能諸元 |                                                                   |
| 排水量   | 水上：769トン 水中：871トン                                       |
| 全長     | 67.1m                                                             |
| 全幅     | 6.2m                                                              |
| 吃水     | 4.7m                                                              |
| 全高     | 9.6m                                                              |
| 速力     | 水上：17kt 水中：7.6kt                                            |
| 航続距離 | 水上：10ktで8,500海里 水中：4ktで80海里                           |
| 運用深度 | 230m                                                              |
| 燃料     | 重油：113.5トン                                                   |
| 乗員     | 44名（うち4名は士官）                                             |
| 兵装     | C35 88 mm/L45, 弾丸220発 魚雷発射管 艦首4門 艦尾1門 魚雷(最大) 14 |

U-557はドイツ海軍がかつて運用したUボートVIIC型潜水艦。

## 艦歴
U-557は1941年2月に就役し、キールを拠点とする第1潜水隊群に配属された。
1941年12月16日、クレタ南西にてイタリア水雷艇「オリオーネ」との同士討ちで撃沈された。
総哨戒出撃数は4回で、イギリスの軽巡洋艦ガラティアを含む7隻36949トンを撃沈した

。

### バルト海での緊急事態
U-557は就役後の4か月をケーニヒスベルクを拠点にバルト海で過ごした。
この間、U-557は航行中の事故に見舞われ、その間に搭乗員1名が死亡した。
ヘルベルト・ヴェルナーはこの事故を彼の本の中で図式的に説明している。
彼は、バルト海での定期航行において、船体が制御不能に陥る緊急事態が発生したと語っている。
最初に深度142mで潜航中に船尾にて異常が発生した。
船体は大量の浸水により、バッテリーから有毒な塩素ガスが漏れ、爆発の可能性も伴う非常に危険な状態となった。
船尾から船首に重量の一部を移すため、搭乗員はバケツリレーにて海水を船首へと運んだ。
何時間にも及んだ作業の後、船首が海底に接触した。
しかし、水の重さ（約40トン）により浮上出来ず、圧縮空気の供給を使い果たしたU-557は、海底に留まった。
乗組員は機関長の指示の下、船尾と船首を素早く行き来することにより、船体を揺り動かした。
潜水艦はやがて航行可能となり、20時間後に浮上し、キールに向けて出航した。